# Thomas Tackaberry

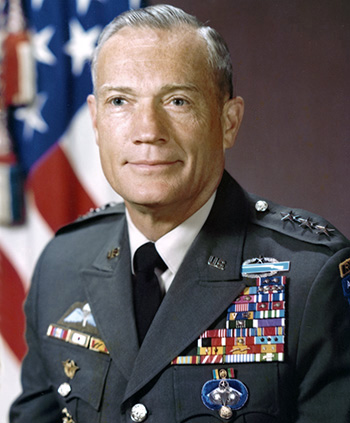
Thomas Howard Tackaberry

Thomas Howard Tackaberry (* 6. September 1923 in Los Angeles, Kalifornien; † 3. April 2017 in  Fayetteville, Cumberland County, North Carolina) war ein Generalleutnant der United States Army. Er kommandierte unter anderem das XVIII. Luftlandekorps.
Während des Zweiten Weltkriegs trat Tackaberry am 24. Oktober 1942 als einfacher Soldat der Reserve des US-Heeres bei. Im März 1943 wurde er zum aktiven Dienst in der Army herangezogen. Nach der Grundausbildung und einer Fallschirmjägerausbildung wurde er dem 541. Fallschirmjägerregiment zugeteilt, das aber nicht im Krieg eingesetzt wurde. Tackaberry absolvierte die Offiziersausbildungsschule (Officer Candidate School) in Fort Benning in Georgia und wurde am 30. August 1945 als Leutnant der Infanterie in das Offizierskorps aufgenommen. In der Armee durchlief er anschließend alle Offiziersränge bis zum Dreisterne-General.
In seinen jüngeren Jahren absolvierte er den für Offiziere in den niederen Rangstufen üblichen Dienst in verschiedenen Einheiten und Standorten. Dabei war er unter anderem in Deutschland stationiert. Während des Koreakriegs war er Kompanieführer beim 9. Infanterieregiment und danach Stabsoffizier bei der 2. Infanteriedivision. Als Kompanieführer war er auch an Kampfhandlungen beteiligt.
Von 1953 bis 1956 war Thomas Tackaberry Dozent beim ROTC-Programm der Gonzaga University in Spokane im Bundesstaat Washington. In den Jahren 1956 und 1957 absolvierte er das Command and General Staff College in Fort Leavenworth in Kansas. Anschließend war er bis 1958 Stabsoffizier in der G3-Abteilung der XVIII. Luftlandedivision in Fort Bragg. Von 1958 bis 1960 studierte er an der Tulane University in New Orleans das Fach Psychologie. Anschließend war er bis 1963 Stabsoffizier im Pentagon. Danach erlernte er am Defense Language Institute die italienische Sprache. Anschließend absolvierte er bis 1964 in Civitavecchia in Italien eine italienische Militärschule (Italian War College). Bis 1965 blieb er in Italien, wo er Stabsoffizier beim dortigen Alliierten Hauptquartier des Allied Forces Southern Command Europe in Neapel wurde.
Von August 1965 bis Juli 1966 besuchte Thomas Tackaberry das United States Army War College. Danach wurde er nach Asien versetzt, wo er am Vietnamkrieg teilnahm. Dort war er zunächst Bataillonskommandeur beim 8. Kavallerieregiment, wobei er in Kampfhandlungen verwickelt wurde. Danach wurde er Stabsoffizier bei der 1. Kavalleriedivision. In den Jahren 1967 bis 1969 bekleidete er verschiedene Aufgaben als Stabsoffizier im Pentagon. Dann kehrte er für einige Monate nach Vietnam zurück, wo er zunächst die 196. Infanteriebrigade kommandierte und dann Stabschef der 23. Infanteriedivision wurde.
Von 1970 bis 1972 war Tackaberry erneut Stabsoffizier im Armee-Hauptquartier, wo er in der Personalverwaltung für Angelegenheiten des ROTC-Programms zuständig war. Anschließend war er bis 1974 in anderer Funktion beim Heeresministerium tätig. Vom 8. Oktober 1974 bis zum 11. Oktober 1976 kommandierte Tackaberry als Nachfolger von Frederick J. Kroesen  die 82. Luftlandedivision. Nachdem er sein Kommando an Roscoe Robinson übergeben hatte, wurde er stellvertretender Kommandeur des in Stuttgart stationierten VII. Corps. Dieses Amt bekleidete er von Oktober 1976 bis Juli 1977. Die folgenden zwei Jahre verbrachte er in der Türkei, wo er die amerikanische Beobachtergruppe bei der CENTO leitete (Chief of the U.S. Element of the Central Treaty Organization in Turkey). Sein letztes Kommando erhielt Thomas Tackaberry im Juli 1979 als ihm der Oberbefehl über das in Fort Bragg stationierte XVIII. Luftlandecorps übertragen wurde. Diesen Posten hatte er bis zu seinem Ruhestand am 1. Oktober 1981 inne.
Nach seiner Militärzeit war er unter anderem in der Immobilienbranche tätig. Außerdem beriet er das Militär von Taiwan. Er starb am 3. April 2017 und wurde mit militärischen Ehren auf dem Nationalfriedhof Arlington beigesetzt.

## Orden und Auszeichnungen
Thomas Tackaberry erhielt im Lauf seiner militärischen Laufbahn unter anderem folgende Auszeichnungen:
- Defense Distinguished Service Medal
- Army Distinguished Service Medal
- Silver Star
- Legion of Merit
- Distinguished Flying Cross
- Soldier’s Medal
- Bronze Star Medal
- Air Medal
- Purple Heart
- Joint Service Commendation Medal
- Army Commendation Medal
- Good Conduct Medal
- American Campaign Medal
- World War II Victory Medal
- Army of Occupation Medal
- National Defense Service Medal
- Korean Service Medal
- Vietnam Service Medal
- Army Service Ribbon
- Army Overseas Service Ribbon
- Gallantry Cross (Südvietnam)
- Armed Forces Honor Medal (Südvietnam)
- Vietnam Staff Service Medal (Südvietnam)
- United Nations Korea Medal
- Vietnam Campaign Medal (Südvietnam)
- Korean War Service Medal (Südkorea)
- Combat Infantryman Badge